# Communauté de communes des Forêts du Perche
Die Communauté de communes des Forêts du Perche ist ein französischer Gemeindeverband mit der Rechtsform einer Communauté de communes im Département Eure-et-Loir in der Region Centre-Val de Loire. Der Gemeindeverband wurde am 1. Januar 2017 gegründet und umfasst 15 Gemeinden. Der Verwaltungssitz befindet sich im Ort Senonches.

## Historische Entwicklung
Der Gemeindeverband entstand mit Wirkung vom 1. Januar 2017 durch die Fusion der Vorgängerorganisationen
- Communauté de communes de l’Orée du Perche und
- Communauté de communes du Perche Senonchois.

## Mitgliedsgemeinden
| Gemeinde                                    | Einwohner 1. Januar 2022 | Fläche km² | Dichte Einw./km² | Code INSEE | Postleitzahl |
| ------------------------------------------- | ------------------------ | ---------- | ---------------- | ---------- | ------------ |
| Boissy-lès-Perche                           | 495                      | 33,66      | 15               | 28046      | 28340        |
| Digny                                       | 1.002                    | 39,99      | 25               | 28130      | 28250        |
| Jaudrais                                    | 409                      | 15,3       | 27               | 28200      | 28250        |
| La Chapelle-Fortin                          | 169                      | 14,41      | 12               | 28077      | 28340        |
| La Ferté-Vidame                             | 558                      | 39,81      | 14               | 28149      | 28340        |
| La Framboisière                             | 337                      | 5,23       | 64               | 28159      | 28250        |
| La Puisaye                                  | 247                      | 20,5       | 12               | 28310      | 28250        |
| La Saucelle                                 | 201                      | 14,26      | 14               | 28368      | 28250        |
| Lamblore                                    | 323                      | 10,8       | 30               | 28202      | 28340        |
| Le Mesnil-Thomas                            | 337                      | 16,34      | 21               | 28248      | 28250        |
| Les Ressuintes                              | 153                      | 7,46       | 21               | 28314      | 28340        |
| Louvilliers-lès-Perche                      | 198                      | 14,5       | 14               | 28217      | 28250        |
| Morvilliers                                 | 127                      | 9,92       | 13               | 28271      | 28340        |
| Rohaire                                     | 131                      | 10,01      | 13               | 28316      | 28340        |
| Senonches                                   | 3.013                    | 62,48      | 48               | 28373      | 28250        |
| Communauté de communes des Forêts du Perche | 7.700                    | 314,67     | 24               | –          | –            |